# Gruczolakomięśniakowatość pęcherzyka żółciowego
Gruczolakomięśniakowatość (gruczolakowatość, adenomiomatoza) pęcherzyka żółciowego (ang. adenomyomatosis of the gallbladder) – zaburzenie, zaliczane do cholecystoz przerostowych (stanów przerostowych pęcherzyka żółciowego), w którym dochodzi do nadmiernego rozwoju błony śluzowej wyściełającej wnętrze pęcherzyka żółciowego i przerostu jej warstwy gruczołowej. Dochodzi też do powstania uchyłków wnikających w głąb warstwy mięśniowej pęcherzyka żółciowego. Twory te, stwierdzane też w innych chorobach pęcherzyka żółciowego, przyjęły nazwę uchyłków lub zatok Rokitansky'ego i Aschoffa. Można je uwidocznić w badaniu ultrasonograficznym jako płynowe przestrzenie, mogą zawierać echogenną treść albo kamienie. W badaniu histopatologicznym nie obserwuje się cech zapalenia. Nie wiadomo, czy stan ten ma związek z objawami typowymi dla chorób pęcherzyka żółciowego. Ze względu na współistnienie kamicy żółciowej, może pojawić się kolka wątrobowa, która jest wskazaniem do cholecystektomii.